# ケープ・セント・ジョージ (ミサイル巡洋艦)
ケープ・セント・ジョージ(USS Cape St. George, CG-71)は、アメリカ海軍のミサイル巡洋艦。タイコンデロガ級ミサイル巡洋艦の25番艦。艦名は太平洋戦争においてアーレイ・バーク大佐率いる駆逐艦隊が1943年11月25日に日本海軍駆逐艦隊を打ち破ったセント・ジョージ岬沖海戦にちなむ。

## 艦歴
1990年11月19日にミシシッピ州パスカグーラのリットン・インガルス造船所で起工し、1992年1月10日進水、1993年6月12日に就役した。母港はバージニア州ノーフォーク。
2005年5月にケープ・セント・ジョージは紙の海図表に代わってデジタル海図 (Digital Nautical Charts, DNC) を航海管理システム (Voyage Management System, VMS) に使用する最初の軍艦となった。約12,000枚の海図表が29枚のコンピューター・ディスクと取り替えられた。VMSは1990年から開発されたスマート・シップ統合ブリッジシステムの一部である。
2006年3月18日に、ケープ・セント・ジョージはゴンザレスとともに海賊と交戦した。二隻は海賊との銃撃戦を約25海里に渡ってソマリア沖で行った。海賊1名が死亡し、5名が負傷したと報告された。